# ФК Земун
ФК Земун је српски фудбалски клуб из Земуна, Београд. Тренутно се такмичи у Првој лиги Србије, другом такмичарском нивоу српског фудбала.

## Историја фудбала у Земуну
Фудбал се у Земуну играо много раније но у већини градова на територији Југославије. Према расположивим подацима, прва лопта се у Земуну појавила већ 1904. године, за време летњих ферија, а донели су је ђаци који су учили школе у неком од већих центара Аустроугарске монархије у чијем је саставу тада био и овај град. Одмах је основан и фудбалски клуб, али је трајао само колико и то лето.
Следећи покушај популарисања фудбала учинио је гимназијски наставник Ђорђе Гавриловић, који је 1912. године донео ђацима лопту и објаснио правила игре која је на српскохрватски језик превео Чех Козелух, тадашњи тренер загребачког ХАШК-а. Нова игра је брзо стекла популарност међу ученицима Државне краљевске реалне гимназије, па су већ 1913. године почела прва такмичења између школских разреда, а то лето, за време ферија, ђаци су основали два клуба – Танго и Земунски спорт клуб, који су се, после неколико међусобних утакмица, ујединили у један Земунски ђачки ногометни клуб .
Већ крајем 1918. године или на самом почетку 1919. године, не зна се тачно, група Земунаца основала је Земунски спорт клуб или скраћено ЗЕШК. Већ од 1919. године чланство ЗЕШК-а се преломило се на два дела, па је прва група основала Земунски академски спорт клуб односно ЗАСК или ЗАШК, док је друга група основала Земунски грађански СК, који је 1921. године променио име у Земунски спорт клуб Спарта и под њим се званично и регистровао. ЗАСК и Спарта су се јануара 1930. године фузионисали у Омладински спорт клуб Земун, који је под тим именом деловао до рата .
За време Другог светског рата, када је Земун припојен Независној Држави Хрватској, а најбољу екипу у то време има Земун, који је 1943. године променио име у Грађански.

## Историја фудбалског клуба Земун

### Оснивање ФК Земун
Убрзо након ослобођења Земуна 22. октобра 1944. године, спортске активности у граду су нагло оживеле. Фудбал је и даље остао најпопуларнија спортска игра. Прве пријатељске фудбалске утакмице одигране су већ крајем те године, а почетком наредне 1945. године дошло је и до оснивања првог послератног фудбалског клуба у Земуну..
Тако је у сали биоскопа Централ у фебруару 1945. године, одржана Оснивачка скупштина клуба, на којој се оснива фудбалски клуб који је после разних предлога, добио име Фискултурно друштво ”Максим Дивнић” , по познатом предратном земунском фудбалеру и борцу Народноослободилачког покрета, који је у борби и погинуо .

### Промена имена у ФК Сремац
Након само неколико одиграних пријатељских утакмица Максим Дивнић је променио име у Сремац, исте године када је и основан.
У новој Социјалистичкој Југославији, лигашка такмичења почела су организовано да се одржавају 1946. године и у њих су укључени и земунски клубови који су до тада играли само пријатељске утакмице. После победе у квалификационом мечу, против Спарте, тим Сремац је као представник Земуна, уврштен почетком 1946. године у првенство Београда, који је уједно било и квалификационо такмичење за формирање Прве савезне лиге.
Осим овог клуба, крајем 1945. године, бивши чланови ФК Спарте, најславнијег предратног земунског клуба, оснивају нови, истог имена, са жељом да наставе традицију некадашњег земунског прволигаша. Тако је крајем 1945. године, у Земуну постојало два клуба приближно једнаких квалитета. 1946. године, Сремац и Спарта, као једини клубови у Земуну имали су по тридесетак регистрованих фудбалера у првим тимовима.
И у првенству Београда 1946/47. године међу 14 екипа налазили су се и земунски клубови Сремац и Спарта. После десетак одиграних утакмица такмичење је због нерегуларности прекинуто. Одмах након тога долази до иницијативе, од стране Бранка Пешића, да се ова два клуба споје, да би се створио јак фудбалски клуб.

### Промена имена у ФК Јединство
После постигнутих договора о спајању Сремца и Спарте, дошло је до оснивачке скупштине новог фудбалског клуба. Скупштина је одржана на дан ослобођења Београда, 20. октобра 1946. године у бившем Народном дому, тада већ Дому културе. Било је неколико предлога што се тиче имена, али је на крају био прихваћен Бранка Пешића и новоосновани клуб је назван Јединство. За првог председника клуба изабран је Војислав Божиновић.
Два месеца касније новооформирано Јединство почело је да се такмичи. Ново првенство Београда почело је 22. децембра 1946. године а завршено је до пролећа наредне године. Новоосновани земунски клуб је доказао своју способност освојивши прво место са шест победа, четири нерешена меча и само два пораза, остваривши притом импозантну гол разлику од 43:19.
У сезони 1947/48. године Јединство је играло у Другој зони Фудбалског савеза Србије. По своме квалитету ово је била најјача од пет зонских група у Србији. Јединство је завршило првенство на четвртом месту, са осам победа, и по пет пораза и нерешених резултата.
У купу Југославије Јединство је 1948. године доспело међу тридесет две најбоље екипе, али су поразом од Напретка из Крушевца 2:4 испали из даљег такмичења.
Јединство је у тој сезони задржао скоро исти састав као и претходне, нови су били само Лазић, Дунђеровић, Обровски, а тренера Јовановића је заменио исто тако прослављени предратни земунски фудбалер Милорад Моша Оташевић.
У првенству 1948/49. године Јединство је играло у Првој зони Фудбалског савеза Србије и ту сезону завршило на трећем месту што им је омогућило да играју квалификације за Јединствену српску лигу.
Од 1950. године прешло се на одигравање првенства у календарској години, а новост је била и Трећа лига, први и једини пут играна те године. Тако је Јединство још једном добило шансу да избори пласман у Јединствену српску лигу, што је његовим фудбалерима овога пута и успело.
Старт у Јединственој српској лиги у сезони 1950. године био је силовит. Први део тог првенства Јединство завршава на првом месту иако су последње три утакмице изгубили. Међутим, слабим играма при крају првенства Јединство пада на табели и ту сезону завршава на трећем месту иза Радничког и Слоге.
Године 1951. бива укинута Трећа лига, тако да Јединствена српска лига поново постаје трећи ранг такмичења и бива знатно квалитетнија него претходне године. Јединство ово сезону завршава на другом месту.
Почетком сезоне 1952. године, Јединство је уврштено у Београдску подсавезну лигу са још седам тимова, а првак те лиге је стицао право учешћа у квалификацијама за попуну Прве савезне лиге. Јединство је у овој сезони морало да се задовољи тек другим местом.
Такмичења у купу Југославије 1952. године Јединству доноси велику радост. Овај фудбалски клуб је успео да се пласира међу шеснаест најбољих у земљи.
У сезони 1952/53. године у Београдској подсавезној лиги, Јединство је опет заузело друго место са шест бодова мање од првопласираног.
У сезони 1953/54. године Јединство се опет такмичило у Београдској подсавезној лиги, а поразом од аранђеловачке Шумадије се опростило од друголигашких амбиција.
У сезони 1954/55. године Јединство је играло у северној групи Српске лиге. На крају пролећне сезоне завршавају на другом месту на табели. Овај пласман обезбедио је Јединству директан прелаз у једну од четири новоуведене Зонске лиге Фудбалског савеза Југославије, у рангу Друге савезне лиге, која је формирањем тих зона престала да постоји.
У сезони 1955/56. године Зонска лига Фудбалског савеза Југославије, у рангу Друге лиге, Јединство завршава на последњем, четрнаестом месту.

### Период (1956—1966)
После дебакла у Зонској лиги у Јединству је дошло до великих промена у играчком кадру чиме је тим, који је претходних година донео клубу низ успеха, практично растурен, а почео је да се ствара нови. Нови тим Јединства који је тек формиран стартовао је веома лоше у Подсавезној лиги Београда у сезони 1956/57. године. У пролећном делу, фудбалери Јединства су показали нешто бољу игру, али ипак сезону завршавају на шестом месту табеле.
И у сезони 1957/58. године пехови и недаће наставили су да прате Јединство. Због обилних радова на Градском стадиону у Земуну, он је био затворен од 1.1- 1.5 1958. године. У јануару исте године да несрећа буде још већа, долази до пожара у клупским просторијама и изгорела је архива клуба и скоро сав инвентар што је само још више погоршало финансијску ситуацију у клубу. Сезону завршавају на трећем месту.
Јединство је сезону 1958/59. године одиграло у веома променљивој форми. Освајају друго место које им обезбеђује учешће у квалификацијама за Другу савезну лигу. Међутим у тим квалификацијама су играли веома лоше и ту завршили на последњем месту.
У сезони 1959/60. године проблеми нису престали. Клуб су због лоше финансијске ситуације многи напустили. Јединство ову сезону завршава на четвртом месту на табели.
У лето 1960. године тим Јединства је поново знатно измењен и подмлађен. У јесењем делу првенства Зонске лиге Београда 1960/61. године тим Јединства се још увек стварао и уигравао, тако да су му и игре и резултати били доста променљиви.
Освајањем титуле првака Зонске лиге Београда, најбољи земунски клуб је опет стекао шансу да игра у квалификацијама за Другу савезну лигу. Велика трема, неконцентрисаност, довели су до тога да се Јединство не пласира у Другу савезну лигу.
У сезони 1961/62. године Јединство је заузело прво место. Опет су уследиле квалификације за улазак у Другу савезну лигу. Јединство је победило Одред из Кикинде и тако је најзад успело да оствари дугогодишњи сан и пласира се у Другу савезну лигу. Пласман у друголигашко друштво био је највећи успех Јединства у дотадашњој седамнаест година дугој традицији клуба.
У сезони 1962/63. године Јединство је доживљавало неуспех за неуспехом. У пролећном делу првенства Јединство је пружило нешто боље партије, обезбедивши тако опстанак у Другој савезној лиги.
Сезону 1963/64. године Јединство је поново дочекало у источној групи Друге савезне лиге. Земунски клуб сезону завршава на четрнаестом месту и тако се опрашта од Друге савезне лиге.
Пред почетак сезоне 1964/65. године, бившем друголигашу Јединство, сада члану северне групе Српске лиге претио је прави ”крах”. Финансијска ситуација је била очајна, јер главни финансијер СОФК-а Земун, није давао средства. Сезону завршавају на четвртом месту.
У сезони 1965/66. године тим Јединства је играо доста променљиво и несигурно, тако да су на крају првенства заузели једва десето место. Та сезона је упамћена као једна од најслабијих сезона овог клуба.

### Период (1966—1976) и промена имена у ФК Галеника (1968)
Јединство је после дуже паузе имало једну успешнију сезону. Добили су седам утакмица, шест изгубили и две су играли нерешено тако да су на крају првенства пласирали на треће место на табели.
На крају сезоне 1967/68. године Јединство је заузело пето место међу шеснаест северних српсколигаша са укупно тридесет два бода, што је с обзиром на све што се догодило у клубу, било више него успех.
Пред сезону 1968/69. године реорганизован је систем такмичења. Друга савезна лига је подељена у четири групе, па су као трећи ранг такмичења формиране Војвођанска, Косовска и Лига уже Србије која је опет подељена у јужну и северну групу.

У лето 1968. године Јединство први део такмичења завршава као дванаестопласирано и бива међу најозбиљнијим кандидатима за испадање из лиге. 
Тад у зимској паузи долази до правог расула. Тренер Сарић је смењен, више од половине првотимаца је тражило исписнице, финансијска ситуација је била очајна. Тада се једино решење видело у спајању са ФК Галеника и тако се отвара нова страница у историји овог земунског клуба. Како је фармацеутско-хемијска индустрија ”Галеника” била у великој експанзији, одлучила је да се рекламира путем спорта. Она је већ имала свој клуб, али у нижем рангу такмичења што јој није било довољно. Првобитна намера челника Галенике је била да у клуб доведу добре фудбалере, чак и неке репрезентативце, који би у неколико наредних година дигли клуб до најмање друголигашког нивоа, али то би био дуготрајан, тежак и неизвестан пут. Стога је искоришћено постојање Јединства и њему је предложено фузионисање уз услов да нови клуб носи име фабрике која би га материјално помагала. Немајући други избор и привучени причама о благостању, које је обећавала Галеника челни људи Јединства су ово прихватили, тако да је до фузионисања дошло 23. фебруара 1969. године. У питању није било класично спајање већ ”интеграција” јер је одлука гласила ”Укида се ФК Галеника, Јединство преузима њено име, права и обавезе, а уједињени клуб наставља да се такмичи у северној групи Српске лиге”. У том другом делу сезоне Галеника је победила Колубару, Мачву , Трговачку, Хајдук и Чукарички тако да је на крају сезоне успело да се домогне шестог места на табели. Спајање са Галеником показало се као добар потез.
Пред сезону 1969/70. године долази до великих кадровских промена. У клуб се доводи велики број квалитетних играча јер је добра финансијска ситуација то омогућила, а и стручни штаб клуба је желео да направи јак тим који би могао да се домогне вишег ранга такмичења. Тако у клуб долазе фудбалери Величковић, Ковачевић, Антић, бивши јуниори Црвене звезде, Стефановић из ОФК Београда, и многи други. На месту тренера остаје Грујић.
Кроз северну групу Српске лиге 1969/70. године Галеника се такорећи прошетала. Никад у историји најбољег земунског клуба није лакше освојена титула, што говори колико је то квалитетан тим био. Екипа је током првенства играла у константно доброј форми што потврђују резултати-од тридесет првенствених утакмица, нанизала је двадесет једну победу, четири нерешене резултата и пет пораза. И тако је заузела убедљиво прво место на табели.
После освојене титуле првака северне групе Српске лиге, Галеници је до пласмана у северну групу Друге савезне лиге преостао још квалификациони меч са првопласираном екипом северне групе Лиге БиХ, Јединством из Оџака. Галеника је Јединство победила и у Оџацима и у Земуну и тако ушла на велика врата у Другу савезну лигу.
У сезони 1970/71. већ у првом колу Земунци су доживели пораз. Због слабих резултата, већ средином првог дела првенства тренер Грујић подноси оставку и на његово место долази Стјепан Бобек, некадашњи ас Партизана и репрезентације. Он за помоћног тренера поставља Мома Валока. Међутим ни након те промене не долази до значајних промена у игри, тако да јесењи део првенства Галеника завршава на последњем, шеснаестом месту на табели. У другом делу сезоне Земунци су играли знатно боље и победили ФК Хајдук Кула, Јединство, Металац , Спартак, Динамо из Винковаца, БСК, и тако са девет победа, три пораза и три нерешена резултата успели да се са последњег места до краја сезоне попну на шесто место и тиме обезбеде опстанак у Другој савезној лиги. Заслуге за овај успех посебно се приписују Бобеку и Валоку. Валок је радио са играчима као ни један тренер пре њега, а Бобек, човек неизмерног фудбалског знања, умео је да прилагоди тактику сваком противнику, па ни успеси нису изостали.
Пред сезону 1971/72. године у Галеници је дошло до великих кадровских промена. Од петнаест утакмица у јесењем делу сезоне, фудбалери Галенике су победили десет пута, једну утакмицу играли нерешено а само четири изгубили. Ово је био феноменалан биланс који их је довео на друго место на табели у првом делу сезоне.
У лето 1972. године, клуб напуштају Бобек и Валок, па је ”кормило” клуба поверено Младену Сарићу, тренеру млађих категорија.
Пред почетак сезоне била је најављена измена система такмичења за наредну 1973/74. годину тако да су сви клубови у лиги играли доста оптерећено и променљиво. Фудбалски савез Југославије је одлучио да досадашње четири групе Друге савезне лиге сузи на две, тако да је опстанак у друголигашком друштву гарантовао само пласман до осмог места на табели.
Од сезоне 1973/74. године како је и најављено Друга савезна лига сведена је на само две групе по осамнаест тимова, а Галеника је уврштена у источну групу у којој су се такмичили тимови са територије Србије, Црне Горе и Македоније. У прелазном периоду у лето 1973. године Галеника је поново претрпела значајне кадровске измене. На место тренера је поново доведен Стјепан Бобек.
Међутим већ првих неколико утакмица показало је да Галеника има врло слаб тим. У првом делу сезоне је освојила само петнаест бодова. Тако је јесењи део првенства 1973/74. године једини земунски друголигаш завршио на тринаестом месту. Али после тога долази до тоталног дебакла. До краја првенства Галеника је изборила још само четири победе и две нерешене утакмице и тако сезону завршила на претпоследњем, седамнаестом месту и после четири пуне сезоне се опростила од друголигашког друштва.
После овог друголигашког слома и Бобековог одласка, Галеника је у лето 1974. године за новог тренера ангажовала тада младог и неафирмисаног стручњака Ивана Чабриновића. Са његовим доласком почело је ново поглавље у историји најбољег земунског клуба. Он је у Галеници остао пуних девет сезона и за то време забележио читав низ изванредних резултата. Чабриновић је управи и навијачима одмах на почетку обећао пажљиво и систематско стварање јаког тима који ће бити стабилан друголигаш. А у томе је после неколико сезона и успео.
Првенство 1974/75. године је било једно од тежих у историји овог клуба, како за играче, тако и за новог тренера. Разочарани испадањем из Друге савезне лиге исписницу је потражило чак десетак фудбалера.
Тим Галенике се у сезони 1974/75. године такмичио у Првој српској лиги. Остварио је девет победа, три нерешена резултата и пет пораза и тако се са двадесет једим бодом нашао на другом месту на табели на крају јесењег дела првенства. У току зимске паузе у клуб долазе центархалф Бранко Рашовић, бивши члан шампионске екипе Партизана, Борусије из Дортмунда и државне репрезентације. Међутим и поред ових појачања, у другом делу првенства фудбалери Галенике су пружили нешто слабије партије и тако испали из трке за титулу и на крају првенства заузели четврто место.
Пошто је у лето 1975. године из клуба отишао велики број добрих играча а њихово место заузели чланови подмлатка, Галеника нову сезону 1975/76. године дочекује са готово јуниорским саставом. Завршавају на трећем месту на табели, што је био велики успех овако младог тима.
Почетак нове сезоне у Српској лиги за Галенику је био одличан. Земунци су у првих пет кола забележили максималан учинак уз невероватну гол разлику 12:1. До краја јесењег дела првенства Галеника је успела да сакупи двадесет три бода, колико је сакупила и првопласирана Слобода, али је због слабије гол разлике Галеника била друга. У пролећном делу сезоне, тим Галенике је играо доста добро, али су га повреде многих играча омеле да на крају сезоне заврши на првом месту, па је са само једним бодом мање од првопласираног Мајданпека морао да се задовољи другом позицијом. Међутим по општем мишљењу , Галеника је те сезоне играла најбољи фудбал у Српској лиги.
У лето 1977. године управа Галенике је потписала споразум са Партизаном о ”партнерству”. Једна од одредби у том споразуму је била могућност размене играча између ова два клуба. Међутим испоставило се даје од овога углавном корист имала само једна страна. Партизан је увидео да је Галеника неисцрпно врело талената и он је овим уговором само реализовао довођење најбољих земунских јуниора у своје редове.
У току припрема за нову сезону 1977/78. године одиграно је више пријатељских утакмица у којима су фудбалери Галенике пружили доста добру игру и показали да су спремни за почетак првенства. Прву утакмицу против Чукаричког у Београду, Галеника је поред доста добре игре изгубила, резултатом 1:2. У другом колу је победила Бар, а у трећем су изгубили од Рудара из Костолца. После тога фудбалери Галенике су ређали само победе. Тако је Галеника освојила титулу јесењег првака. Још једна потврда тога колико је тим Галенике био у супер форми је и податак да су Земунци 9. новембра 1977. године забележили велики успех спарингујући државном тиму пред њихов одлучујући сусрет са репрезентацијом Румуније у квалификацијама за светско првенство.
И у другом делу првенства Галеника је наставила да ређа успехе. Земунци су савладали ФК Чукарички, ФК Рудар, ОФК Београд, ИМ Раковицу, Мачву из Богатића, Јединство из Параћина, Мачву из Шапца и тако убедљиво тријумфовали у такмичењу Прве српске лиге у сезони 1977/78. године. Тренер Чабриновић је те 1978. године награђен Октобарском наградом Фудбалског савеза Београда за успех у раду. И тако Галеника после овог тријумфа на велика врата улази у Другу савезну лигу.

### Период (1976—1984)
Као по старом обичају, у току прелазног рока у лето 1978. године, поново долази до великих трансформација у клубу. Из клуба одлази доста играча да настави каријеру у другим клубовима, а у тим долазе нови.
Галеника је првенство 1978/79. године започела у источној групи Друге савезне лиге солидно. Галеника први део сезоне завршава на високом петом месту са деветнаест бодова. И у другом делу првенства, након зимске паузе тим Галенике наставља са успесима тако да је до краја сезоне успео да сакупи тридесет шест бодова и да се пласира на високо четврто место. По завршетку сезоне, лист ”Спорт” је правио анкету о идеалном тиму Друге савезне лиге. Ту су се нашла два играча Галенике: Љаља је проглашен за најбоље десно крило, а Николић за најбољег вођу навале у лиги.
У прелазном периоду, у лето 1979. године, и поред великих финансијских потешкоћа управа клуба је ипак успела да задржи већину играча на окупу. Јесењи део првенства Галеника завршава на првом месту. Оптерећен позицијом лидера првенства и изненадном приликом да се пласирају у виши ранг, фудбалери Галенике су пролећни део првенства одиграли знатно слабије него јесењи. Са шест победа, четири нерешена резултата и пет пораза, Галеника је успела да сакупи једва шеснаест бодова и тако сезону 1979/80. године заврши тек на четвртом месту.
Ова сезона је била битна по томе што је после дуже паузе Галеника имала успехе у такмичењу за Куп Југославије. Успела је да стигне до шеснаест финала и у утакмици против Динама из Загреба после велике борбе изгубила 1:2. Међутим, већ тада је писано у спортској штампи да је Галеника тим прволигашких вредности.
Након завршетка сезоне 1979/80 велики број првотимаца Галенике био је на мети других тимова, а одлазе само петорица: Марјановић у Ријеку, Ћирић у Спартак, Ивановић у Будућност, а Николић и Бабић у иностранство. Николић је наставио своју каријеру у француском прволигашу Олимпику из Лиона, а Бабић у грчком прволигашу Касторији. Међутим, принова је било много више. Али одмах почетком сезоне 1980/81. године извршен је један од најчувенијих трансфера земунског фудбала. Перспективан и млад играч Драган Манце дат је Партизану у замену за Јадранка Коџа и Слободана Сантрача.
Првенствена сезона 1980/81. године за земунски клуб није почела баш сјајно. Лоша финансијска ситуација у клубу и променљива форма, довели су до тога да је Галеника изгубила доста утакмица и на крају са освојених доста скромних петнаест бодова завршила на шестом месту у јесењем делу првенства. У пролећном делу првенства Галеника је играла доста боље и победила Дубочицу са 3:0, Сутјеску 2:1 , Бор 3:1, Влазними 2:0, Слободу 2:0, Ловчен 3:1, Приштину 1:0, Трепчу 2:1 и друге. Последња утакмица у сезони је одлучивала да ли ће се Галеника пласирати у ”друштво најбољих”. Утакмица између Тетекса и Галенике се и поред добре игре обе екипе завршила без голова и тако је Тетекс са само једним бодом испред Галенике успео да се пласира на прво место и тако себи обезбеди улазак у Прву савезну лигу.
По завршетку сезоне 1980/81. године финансијска ситуација се још више погоршала. Ни град, ни фабрика чије је име клуб носио упркос обећањима, нису имали новца да помогну клубу, тако да се једини излаз видео у увођењу томболе. Међутим ни тиме се незавидна материјална ситуација није могла поправити, тако да су Земунци у целој наредној сезони 1981/82. године добијали најмање премије у односу на све остале друголигаше. Немаштина у земунском клубу и богате понуде других клубова учинили су да неколико првотимаца најави одлазак.
Међутим упркос свим проблемима који су притисли клуб сезона 1981/82. године, била је најуспешнија у дотадашњој историји клуба. Први део првенства Галеника завршава на првом месту са двадесет четири освојена бода.
У наставку првенства Галеника је изгубила прву утакмицу од екипе Тимок Кристала 0:1, али су после тога уследиле доста добре игре а и резултати. Галеника је до краја првенства само побеђивала уз само два ремија и три пораза успела да сачува своју прву позицију и тако се после више од три и по деценије постојања клуба домогне Прве савезне лиге, што је био сан генерација њених фудбалера и навијача. За овај успех су били заслужни сви играчи, тренер, управа клуба и верни навијачи, а највећи допринос тријумфу дали су Сантрач који је био убедљиво најбољи стрелац лиге, онда Челар, Каушевић, Бркић, Лацмановић, Љаља, Дујковић, Пејовић, Мемиши, Павићевић и наравно бивши омладинац Колб који се развио у одличног фудбалера.
Међутим, ово није био и једини успех овога клуба у сезони 1981/82. године. Други успех постигнут је у Купу Југославије у конкуренцији пет хиљада петсто осамдесет осам клубова из читаве земље. Галеника је постала један од три победника Купа Србије па је у шеснаест финалу играла са Партизаном у Београду. Головима Љаље и Сантрача Земунци су постигли резултат 2:0 и тако се пласирали у осмину финала. Ту су се сусрели са Марибором и остварили победу од 2:1. Галеника је у четвртфиналу играла против Хајдука из Сплита и на велико чудо јавности и ту утакмицу добила резултатом 2:1. После тога је уследило полуфинале Купа Југославије где се Галеника сусрела са Црвеном звездом, освајачем претходног Купа и изгубила са 1:4. Иако се фудбалери Галенике нису прославили на овој утакмици, пласман у полуфинале је био огроман успех за овај земунски тим.
Славље поводом великог успеха-уласка у Прву савезну лигу није могло да потраје дуго јер се после тога морало размишљати о опстанку у новом, најелитнијем фудбалском друштву. Играчки кадар није био проблем. Веровало се у играче који су се годинама доказивали. Али је зато материјална егзистенција била стална присутан проблем, а посебно пред нову сезону 1982/83. године. Многи играчи више нису хтели да тренирају јер им премије нису исплаћиване месецима. Клуб је желео да напусти и дугогодишњи тренер Чабриновић. Међутим, у последњем тренутку је из разних фондова сакупљен новац и тако је тим ипак остао на скупу. Из клуба су отишли само два добра играча и то Љаља и Бркић јер су морали да одслуже војни рок. Галеника је појачана са неколико играча из других клубова.
Пред почетак нове сезоне 1982/83. године Галеника је одиграла неколико пријатељских утакмица и показала да је у доброј форми. То је и доказала када је у првом колу првенства извојевала нерешен резултат против сјајног Жељезничара из Сарајева. Али после тога су уследиле лоше партије. У другом колу Галеника је изгубила са 2:3 од Олимпије из Љубљане, па онда у трећем од Динама из Загреба. После тога је играла нерешено са титоградском Будућношћу, и онда је у петом колу остварила своју прву прволигашку победу на Маракани где је феноменалну Црвену звезду победила резултатом 2:1. До краја првог дела сезоне Галеника је изгубила од Партизана, Вележа, Ријеке, Вардара, Осијека и Војводине и тако успела да сакупи само једанаест бодова и овај део сезоне заврши на последњем месту прволигашке табеле. Ни други део сезоне није прошао ништа боље по земунски клуб. Он је до краја сезоне успео да сакупи само двадесет бодова и тако се пласира на последње, осамнаесто место и то само са четири победе, дванаест ремија и чак осамнаест пораза. Тако се Галеника опростила од Прве савезне лиге. Та сезона у елитном друштву за Галенику је прошла неславно. Да ли због тога што се од Галенике превише очекивало па су фудбалери играли под великим притиском или због лоше материјалне ситуације, углавном тим није ни из далека подсећао на онај тим из претходне сезоне.
У купу Југославије те године Галеника је успела да стигне до осмине финала и ту се зауставила изгубивши од ОФК Београда резултатом 2:3.
Осим тога Галеника је као нови прволигаш у октобру 1982. године наступила у угледном такмичењу за Средњoевропски куп, у првом званичном интернационалном такмичењу у историји овог клуба. Остали учесници СЕ купа су били Вашаш из Будимпеште, италијанска Верона и чехословачка екипа ЗВЛ Жилин. На том купу Галеника је показала солидну игру и на крају заузела треће место.
Сезону 1983/84. године најбољи земунски клуб дочекује у источној групи Друге савезне лиге. Тада је клуб напустио и његов дугогодишњи тренер Чабриновић који је прешао у битољски Пелистер, а на његово место је дошао Миљенко Михић.
У првом делу нове сезоне 1983/84. године тим Галенике је играо катастрофално лоше. Изгубивши од Колубаре, Беласице, Трепче, ОФК Београда, Пелистера, Слободе успео је да сакупи једва шеснаест бодова и тако се пласира чак на десето место на табели. Међутим у другом делу сезоне земунски фудбалери су нешто бољом игром успели да донекле поправе свој биланс и крај првенства дочекају на шестом месту на табели.
И у овој сезони Галеника је била релативно успешна у Купу. У шеснаест финалу је победила сарајевски Жељезничар. Међутим у осмини финала је била поражена од Хајдука из Сплита и тако испала из даљег такмичења.
У лето 1984. године овај прволигашки тим се сасвим распао јер Галенику напустило чак осамнаест играча, што је до данас јединствен случај у историји Југословенског и Српског фудбала. Тиму је покушао да помогне и Љаља али је већ на првој утакмици обновио своју повреду и тако морао да се опрости од активног бављења фудбалом. Тренер Михић је отишао, а брига о првом тиму била је поверена Ратомиру Дујковићу, коме су као помоћници додељени Слободан Сантрач и Томић.

### Период развоја од 1984—1992 и промена имена у ФК Земун (1984)
Већ на старту друголигашке сезоне 1984/85. године Галеника је савладала Рад са 2:0, онда играла нерешено са ОФК Титоградом 1:1. Након тога су уследиле победе над Колубаром, Лиријом, Трепчом, Пелистером, Напретком, Влазнимијем и другима, а изгубљене су утакмице против Брегалнице и пиротског Радничког, тако да је Галеника први део сезоне завршила на другом месту на табели са двадесет два освојена бода. Такмичарске успехе у јесен 1984. године пратила је и потпуна стабилизација материјалних прилика у клубу. До овога је дошло пре свега радом томболе која је доносила велике приходе, па је тако омогућено клубу да преброди све финансијске тешкоће. Инвестиран је и у неке оправке на Градском стадиону који је почетком 1985. године коначно и прешао у надлежност клуба. Тада се управи наметнуло питање зашто клуб још увек носи име Галеника, кад већ три године није примао никакву новчану помоћ од те фабрике. И тако, на седници управног одбора, која је одржана 20. децембра 1984. године предложено је да се име клуба промени у ФК Земун. Предлог је усвојен тако да је клуб од 1. јануара 1985. године понео ово име.
Међутим и поред побољшане ситуације у клубу, тим Земуна у пролећном делу првенства није показао баш сјајне игре тако да је од најозбиљнијег кандидата за првака, доспео чак у опасну зону борећи се у последњем колу за опстанак у лиги.
Пред сезону 1985/86. године није дошло до великих измена у саставу тима, али ипак је он био доста слаб. Игре које је Земун пружао те сезоне су биле веома лоше, тако да су већ средином јесењег дела првенства видело да ће Земунци бити један од главних кандидата за испадање из Друге савезне лиге. И стварно у том првом делу првенства клуб је освојио само тринаест бодова и тако завршио при самом дну табеле. Ни други део сезоне није донео неке значајније промене. Земун је губио утакмице против клубова које је раније са лакоћом добијао. И тако, на крају те 1985/86 сезоне, завршава на шеснаестом месту на табели са само двадесет осам освојених бодова, што је значило и опроштај од Друге савезне лиге после дугогодишњег играња у овом рангу такмичења.
Сезоне 1986/87 Земун игра доста променљиво. Завршавају на четвртом месту на табели јесењег дела шампионата. Одмах у наставку такмичења у Првој српској лиги Земун је стартовао одлично и у прва два кола лако савладао Кристал и Чукарички, међутим после тога је уследио пораз у Бору, па онда опет победа над обреновачким Радничким и тако променљиво све до краја. Тако земунски клуб завршава сезону на четвртом месту, са 40 бодова, иако је веома лако могао да освоји титулу.
У прелазном периоду у лето 1987. године из клуба одлазе голман Бора Дукић, који је у претходној сезони бранио феноменално, као и Матичић. Отишло је још неколицина играча, а клубу су приступили његови омладинци, тако да је тим Земуна у сезони 1987/88 ушао потпуно подмлађен.
У првом делу Прве српске лиге у сезони 1987/88. Земун завршава на водећој позицији на табели са 25 бодова.
Земунски клуб и у другом делу првенства наставља одлично и тако завршава ову 1987/88 сезону на првом месту са чак 19 победа,9 ремија и само 6 пораза. Ову сезону је у Земуну обележио млади Ћуровић који је играо феноменално и постигао чак 17 голова.
Прво место у лиги је Земуну обезбедило учешће у квалификацијама за улазак у Јединствену другу савезну лигу. Нажалост Земунцима срећа није била савезник и нису успели да се пласирају у вишу лигу.
У новој сезони 1988/89, Земун је укључен у једну од четири групе новоосноване међурепубличке лиге и то северну. Те сезоне не само да је реорганизован систем такмичења, већ је уведен и нови начин бодовања. У случају нерешеног резултата изводили су се једанаестерци, тако да је у сваком мечу добијен победник. Земунци су сјајним играма обезбедили титулу јесењег првака.
У другом делу сезоне, Земун наставља са сјајним играма и осваја прво место на табели. Била је то сезона пуног тријумфа земунског клуба, који готово да и није имао правог конкурента у овој северној групи Међурепубличке лиге.
Земун прешавши у јединствену Другу лигу потрудио да се што боље припреми за нову такмичарску сезону. У прелазном року у Земун стиже једна од легенди нашег фудбала који је био члан шампионске екипе Црвене звезде и чак 22 пута државни репрезентативац Милош Шестић.
Јединствена Друга савезна лига у сезони 1989/90. је била изузетно јака, јер је у њој наступило чак 10 бивших прволигаша. Пре почетка такмичења амбиције Земуна су се сводиле на то да обезбеде опстанак и створе екипу која ће у друголигашком рангу моћи да се одржи дуже време. Међутим, већ од почетка првенства се показало да Земун има један од најјачих тимова међу 20 учесника. Земун је успео да сакупи 23 бода и тако заузме високо треће место на табели јесењег дела првенства, са само 2 бода мање од првопласираног Пролетера.
У наставку првенства земунски тим је наставио са још бољом игром. На општу радост Земун крај сезоне 1989/90. дочекује на челу табеле са изванредним 51 бодом и тако по други пут у својој каријери улази на велика врата у друштво најбољих-Прву савезну лигу.
За само три сезоне Земун је успео да превали пут од Српске, преко Међурепубличке и Друге савезне лиге до прволигашког ранга, што је феномен незабележен ни пре ни касније у историји југословенског фудбала.
Пред нову сезону 1990/91. годину у Првој савезној лиги, тим Земуна је ојачан са неколико поузданих играча. Доведени су Марковић из чачанског Борца, Пајић из Слободе, Поповић из Трудбеника, Стојановић из костолачког Рудара, Милојевић из Бечеја и други.
У овој сезони 1990/91. године Земун је стартовао добро. Играли су добро, и завршили су јесењи део првенства на једанаестом месту.
У другом делу првенства Земун је играо мало лошије. Победио је Ријеку, Партизан, Војводину, Динамо, Сарајево, Спартак, Слободу из Тузле, Пролетер, Раднички и Жељезничар, а изгубио од Борца, Осијека, Хајдука, Црвене звезде, Рада, Олимпије, Будућности и тако су са сакупљених тридесет бодова сезону 1990/91 завршили на тринаестом месту. То тринаесто место Земуну је значило опстанак у најелитнијем друштву, што је у ствари и био циљ пре почетка првенства.
У лето 1991. године дошло је до промене тренера. Владо Пејовић је после три године перманентних успеха али и исцрпљујућег рада, сам затражио одмор и неки мање одговоран посао у клубу, а на његово место је постављен Ђорђе Герум.
У припремном периоду пред ново првенства у лето 1991. године после десетодневних припрема у Крупњу, Земун је одиграо више пријатељских утакмица и показао изузетно добру припремљеност. Тако је ФК Земун већ у првом колу те сезоне победио Жељезничар у Сарајеву 3:1, па онда Сарајево 2:0, па Вардар са 2:1. Јесењи део првенства завршавају на високом шестом месту на табели. Међутим, у другом делу фудбалери Земуна нису показали тако добре партије, тако да су првенство завршили на солидном десетом месту.
И у Купу је остварен солидан учинак. У осмини финала су изгубили од Жељезничара 1:0 и тако се опростили од даљег такмичења.
Још једна занимљивост везана за ову сезону је да је почетком 1992. године била објављена компјутерска листа најбољих светских клубова за 1991. годину, коју је саставило удружење спортских историчара и статистичара са седиштем у Визбадену. На тој листи ФК Земун је заузео је више него одлично 218 место у конкуренцији неколико хиљада клубова из читавог света.

### Период 1992—2013.
Пред сезону 1992/93. годину дошло је до неколико кадровских промена у клубу. Тренер Герум је напустио Земун а на његово место је постављен бивши фудбалер, а дотадашњи његов помоћник М. Томић. На место помоћног тренера је постављен један од најбољих играча у историји Земуна-Гезим Љаља.
Пред ову нову сезону долази до укидања извођења једанаестерца у случају нерешеног исхода, за који су сада, као и три године раније, оба ривала добијала по један бод. Земун је први део првенства завршио на деветој позицији са седам победа, три нерешена резултата и осам пораза и гол разликом 24:26, уз пристојан салдо од 17 бодова.
До краја првенства 1992/93. године, Земунци су сакупили 40 бодова, и са шеснаест победа, осам ремија и дванаест пораза се пласирали на високо четврто место на табели и тиме остварили највећи успех у историји клуба у прволигашком такмичењу.
Земун није само добро играо у првенству. Те сезоне је изузетан успех постигнут и у такмичењу за Куп. Ту је Земун доспео до полуфинала, што му је пошло за руком само још једном пре тога-тадашњој Галеници 1981/82. године, али руку на срце у много јачој конкуренцији.
Тим који је постигао успех у сезони 1992/93. године се расформирао у лето 1993. године.
Али пред нову сезону је дошло и до неких промена. Одлуком Фудбалског савеза Југославије, Прва лига која је до тада била састављена од двадесет тимова била је подељена на Прву А и Прву Б лигу, свака по десет учесника. Захваљујући одличном пласману у претходном првенству, Земун је на почетку сезоне 1993/94. године уврштен у Прву А лигу.
На крају јесењег дела Земун је заузео четврто место на табели и тако успео да избегне испадање у Прву Б лигу.
У пролећном делу првенства Првој А лиги су се после испадања четири последње пласиране екипе прикључени су Спартак Спас, ОФК Београд, Раднички Електрон и Бечеј. У том делу сезоне Земун је пружио доста половичне партије. Изгубио је два пута од Црвене звезде, Партизана, Војводине, једном од Спартака Спас, а два пута победио Бечеј и Раднички Електрон и тако на крају првенства пласирао се на шесто место на табели и остварили свој циљ да опстану у овој суженој Првој Лиги.
У Купу те сезоне Земун је опет остварио успех, доспевши до четвртине финала и ту изгубио од Спартака Спаса.
У сезони 1994/95. године је одржан нови жреб за првенство, које се играло по систему као и прошлогодишње, није био наклоњен Земунцима. После лоших партија тренер Лацмановић бива смењен а на његово место доведен В. Пејовић. На крају јесењег дела првенства Земун је заузео пето место.
Ни у другом делу сезоне Земунци нису играли баш сјајно, али су ипак успели да се задрже на доброј петој позицији на табели са укупно 24 освојена бода.
Сезону 1995/96. Земун је почео са измењеним стручним штабом. За шефа је доведен проверени фудбалски стручњак Јован Коврлија док је за помоћног тренера остао Гезим Љаља. Полу сезона је завршена на 7 месту уз 5 победа,4 нерешена и чак 9 пораза што је значило опроштај од ”А” групе Прве савезне фудбалске лиге.
У пролећном делу сезоне екипа је забележила 10 победа,3 нерешена резултата и 5 пораза. Заузевши прво место квалификовали се у Прву А лигу, и улази у Интертото куп.
У сезони 1996/97. године прволигаш из Земуна улази са више амбиција јер се такмичи на три фронта и то у домаћем купу, међународном Интертото купу и првенству државе. Стручни штаб и даље води тренер Коврлија и Љаља.
У домаћем купу такмичења одиграно је три утакмице: Лозница 2:0, Рад 2:0 и друга утакмица са Радом 0:3. И поред две бриљантне победе Земунаца на свом терену, све је покварило бледо издање против Рада на Бањици што је екипу Земуна елиминисало из даљег такмичења.
У међународном такмичењу одиграно је 4 утакмица : Динамо Букурешт 2:1, Поти (Грузија) 3:2, Jаро (Финска) 3:2, Генган (Француска) 0:1. Прве три утакмице у овом такмичењу екипа је одиграла на високом професионалном нивоу. У утакмици са француским представником није била на нивоу, био је то превелики залогај та овако младу и неискусну екипу.
У домаћем првенству Земун је играо запажену улогу и са освојених двадесет једним бодом, од тога 5 победа и 5 пораза уз шест ремија заузео одличну пету позицију на крају јесењег дела првенства.
У овој бурној полу-сезони углавном су испуњени постављени циљеви, само се у задњем кругу ”подбацило”. Екипа успоставља жељени континуитет добрих игара, без негативних осцилација.
Планови екипе у пролећном делу првенства 96/97 зависили су од резултата из претходне полу-сезоне. Пошто је екипа елиминисана из домаћег и међународног купа, приоритетан значај дат је домаћем првенству. Први и основни циљ екипе је освајање четвртог места на табели што би гарантовало такмичење у међународној конкуренцији. Играчки кадар је остао исти уз минималне корекције. И поред добро одрађеног припремног периода и већег броја пријатељских сусрета, екипа није пружила очекивану игру, што се одразило и на резултат, и слаб коначан биланс на крају првенства. Од 17 утакмица је освојила 20 бодова. Тако екипа није остварила постављене циљеве и заузима лоше седмо место.
Као епилог лоших игара, шеф стручног штаба Јован Коврлија подноси оставку после 2 године проведене у клубу, а на његово место долази бивши тренер Подгоричана Димитрије Митровић.
У наредном периоду од 10 година нису постигнути значајнији успеси клуба. Клуб се трудио да формира јак тим који ће учествовати и који ће преживљавати у горњим ранговима ФС Југославије а касније ФС Србије и Црне Горе и на крају ФС Србије. ФК Земун је све до 2007. године био члан Прве савезне лиге.
Сезоне 2007/08. године ФК Земун је ушао у финале ”Лав” купа Србије, што је највећи клупски успех у државном купу. Финале Купа ФК Земун је играо против ФК Партизан, 7.маја 2008. године и изгубио резултатом 3:0. Међутим, ФК Партизан је освојио и првенство Србије, па је ФК Земун стекао право да игра у првом колу квалификација за Куп УЕФА. Ипак, због неповољног финансијског биланса клуба, УЕФА није издала дозволу за наступ у Купу, па је његово место заузео ФК Борац из Чачка.

## Успеси

### Од оснивања до средине 70-их
Први значајнији резултат ФК Јединство је остварио средином 50-их година, када проводи једну сезону у Трећој зони - тада другом нивоу фудбалских такмичења у СФРЈ. Од 1962. до 1964. године, ФК Јединство је играо две сезоне у Источној групи Друге савезне лиге, након чега је наступао у нижим лигама. Године 1970. (сада под именом ФК Галеника Земун) клуб се враћа у Другу савезну лигу у којој наступа четири сезоне, до 1974.

### Пласман у Прву лигу и полуфинале Купа
Галеника је поново члан Источне групе Друге лиге 1978. године и већ прве сезоне осваја високо четврто место. Наредне сезоне, 1979/80, клуб се умало пласирао у Прву лигу. ОФК Београд, Раднички из Крагујевца и ФК Бор су поделили прво место са 37 бодова, док је Галеника завршила сезону са 36. Првобитном одлуком, због навода у намештање утакмица, ФСЈ је изрекао казне за три првопласирана клуба и промовисао Галенику у прволигаша. Током лета та одлука је оборена и ОФК Београд се пласирао у Прву лигу због најбоље гол-разлике.
Следеће сезоне, 1980/81, Галеника је поново на корак од уласка у највиши ранг. ФК Тетекс је био првак Источне групе Друге лиге са 37 бодова, док је Галеника завршила са 35. У последњем колу, у Тетову су Тетекс и Галеника играли 0:0. Земунце би победа одвела у Прву лигу јер су имали бољу гол-разлику.
Сезона 1981/82 била је најуспешнија у дотадашњој клупској историји. Клуб је освојио Источну групу Друге лиге са шест бодова предности у односу на другопласираног и изборио промоцију у Прву савезну лигу Југославије. У Купу Маршала Тита, Галеника стиже до полуфинала. У четвртфиналу је савладан славни Хајдук из Сплита са 2:1 у Земуну. Противник у полуфиналу је била ФК Црвена звезда, која је на домаћем терену победила са 4:1.
Године 1982. Земунци дебитују у Првој лиги СФРЈ. У дебитантској сезони клуб заузима последње место са 20 бодова и враћа се у Другу лигу. Након три сезоне у овом рангу, ФК Земун губи статус друголигаша.

### Стандардан прволигаш и финале Купа
Крајем 80-их година долази до реорганизације такмичења и формира се јединствена Друга лига СФРЈ. Сезоне 1988/89, ФК Земун осваја Међурепубличку лигу Север и пласира се у Другу лигу. Већ наредне, 1990. године, ФК Земун се вратио у највиши ниво такмичења, ушавши у Прву савезну лигу, где је остао све до 2007. године.
ФК Земун је по други пут стигао до полуфинала националног купа 1993. године. У полуфиналу је поново боља била Црвена звезда, овог пута у два меча - 0:2 и 2:4. Исте сезоне освојено је четврто место у првенству, иза Партизана, Црвене звезде и Војводине.
Године 1996, ФК Земун се пласирао у Интертото куп, где је био другопласирани у 12. групи и није изборио пролазак у полуфинале.
Треће полуфинале Купа је изборено 2000. године ривал је био Напредак. Након 90 минута у Крушевцу није било голова, а домаћин се пласирао у финале након бољег извођења једанаестераца.
Сезоне 2007/08, ФК Земун је ушао у финале „Лав“ купа Србије, што је највећи клупски успех у државном купу. Финале Купа ФК Земун је играо против ФК Партизан, 7. маја 2008. и изгубио резултатом 3:0. Међутим, ФК Партизан је освојио и првенство Србије, па је ФК Земун стекао право да игра у првом колу квалификација за Куп УЕФА. Ипак, због неповољног финансијског биланса клуба, УЕФА му није издала дозволу за наступ у Купу, па је његово место заузео ФК Борац из Чачка. Сезона у Суперлиги Србије је била далеко лошија и клуб је са само 7 бодова испао у други ранг, а убрзо и у трећи.

### Ближа историја
У сезони 2008/09, ФК Земун је играо у Српској лиги-Београд и освојио прво место, чиме је ушао у Прву лигу Србије. Међутим у сезони 2010/11. као 16-пласирани тим испао је у Српску лигу Београд. У Српској лиги је провео четири сезоне, али је у сезони 2014/15. заузео прво место и вратио се у Прву лигу Србије.
Сезоне 2016/17, ФК Земун осваја друго место у Првој лиги и након деценијске паузе поново игра Суперлигу Србије.

## Стадион
Земун своје утакмице игра на Градском стадиону у Земуну и има капацитет близу 10.000 седећих места. Отворен је 29. септембра 1962. године.

## Тренутни састав
Ажурирано 24. октобра 2018.
| Бр. |                     | Позиција | Играч                |
| --- | ------------------- | -------- | -------------------- |
| 1   | Србија              | Г        | Марко Милошевић      |
| 2   | Србија              | О        | Предраг Станимировић |
| 3   | Нигерија            | Н        | Мозес Џон            |
| 5   | Србија              | О        | Ненад Цветковић      |
| 6   | Северна Македонија  | С        | Милош Тошески        |
| 8   | Србија              | Н        | Миљан Вукадиновић    |
| 9   | Црна Гора           | Н        | Филип Кукуличић      |
| 10  | Литванија           | С        | Даниел Романовскиј   |
| 11  | Србија              | О        | Стефан Живковић      |
| 12  | Србија              | О        | Ђорђе Башановић      |
| 14  | Намибија            | С        | Хенрик Сомаеб        |
| 15  | Црна Гора           | О        | Емир Аземовић        |
| 17  | Србија              | С        | Стеван Луковић       |
| 19  | Босна и Херцеговина | Н        | Момчило Мркаић       |

| Бр. |                    | Позиција | Играч               |
| --- | ------------------ | -------- | ------------------- |
| 21  | Србија             | О        | Страхиња Бошњак     |
| 22  | Србија             | Г        | Милош Крунић        |
| 23  | Црна Гора          | Г        | Немања Шћекић       |
| 24  | Србија             | Н        | Никола Савић        |
| 25  | Мађарска           | О        | Михаило Милутиновић |
| 26  | Србија             | Н        | Немања Томић        |
| 27  | Србија             | С        | Никола Стојковић    |
| 30  | Србија             | О        | Бранислав Трајковић |
| 31  | Србија             | О        | Немања Вучић        |
| 32  | Србија             | С        | Милош Подунавац     |
| 33  | Северна Македонија | Н        | Душан Савић         |
| 55  | Србија             | О        | Славко Лукић        |
| 86  | Србија             | С        | Марко Ђаловић       |
| 95  | Хрватска           | С        | Дејан Максимовић    |

## Новији резултати
| Сезона   | Ранг | Лига                | Позиција | ИГ | Д  | Н  | П  | ГД | ГП | ГР  | Бод     | Куп                  |
| -------- | ---- | ------------------- | -------- | -- | -- | -- | -- | -- | -- | --- | ------- | -------------------- |
| 2006/07. | 1    | Суперлига Србије    | 12.      | 32 | 1  | 4  | 27 | 22 | 64 | -42 | 7       | Шеснаестина финала   |
| 2007/08. | 2    | Прва лига Србије    | 15.      | 34 | 10 | 12 | 12 | 28 | 38 | -10 | 42      | Финалиста            |
| 2008/09. | 3    | Српска лига Београд | 1.       | 30 | 26 | 1  | 3  | 59 | 12 | +47 | 79      | Шеснаестина финала   |
| 2009/10. | 2    | Прва лига Србије    | 12.      | 34 | 11 | 12 | 11 | 39 | 36 | +3  | 43      | Није се квалификовао |
| 2010/11. | 2    | Прва лига Србије    | 16.      | 30 | 8  | 9  | 17 | 34 | 40 | -6  | 33      | Претколо             |
| 2011/12. | 3    | Српска лига Београд | 3.       | 30 | 16 | 6  | 8  | 39 | 30 | +9  | 54      | Претколо             |
| 2012/13. | 3    | Српска лига Београд | 4.       | 30 | 16 | 3  | 11 | 48 | 33 | +15 | 51      | Није се квалификовао |
| 2013/14. | 3    | Српска лига Београд | 8.       | 30 | 11 | 10 | 9  | 38 | 28 | +10 | 43      | Није се квалификовао |
| 2014/15. | 3    | Српска лига Београд | 1.       | 30 | 23 | 6  | 1  | 64 | 12 | +52 | 75      | Није се квалификовао |
| 2015/16. | 2    | Прва лига Србије    | 10.      | 30 | 10 | 9  | 11 | 29 | 33 | -4  | 39      | Шеснаестина финала   |
| 2016/17. | 2    | Прва лига Србије    | 2.       | 30 | 17 | 10 | 3  | 44 | 18 | +26 | 61      | Шеснаестина финала   |
| 2017/18. | 1    | Суперлига Србије    | 11.      | 37 | 11 | 10 | 16 | 39 | 46 | -7  | 26 (43) | Шеснаестина финала   |
| 2018/19. | 1    | Суперлига Србије    | 15.      | 37 | 6  | 12 | 19 | 36 | 53 | -17 | 21 (30) | Осмина финала        |
| 2019/20. | 2    | Прва лига Србије    | 12.      | 30 | 8  | 9  | 13 | 25 | 29 | -4  | 33      | Шеснаестина финала   |
| 2020/21. | 2    | Прва лига Србије    | 17.      | 34 | 7  | 6  | 21 | 24 | 51 | -27 | 27      | Претколо             |
| 2021/22. | 3    | Српска лига Београд | 2.       | 30 | 19 | 4  | 7  | 54 | 28 | +26 | 61      | Претколо             |
| 2022/23. | 3    | Српска лига Београд | 2.       | 30 | 21 | 4  | 5  | 43 | 17 | +26 | 67      | Није се квалификовао |
| 2023/24. | 3    | Српска лига Београд | 1.       | 30 | 21 | 6  | 3  | 62 | 23 | +39 | 69      | Није се квалификовао |
| 2024/25. | 2    | Прва лига Србије    | 9.       | 37 | 11 | 15 | 11 | 46 | 44 | +2  | 48      | Шеснаестина финала   |
| 2025/26. | 2    | Прва лига Србије    | —        | —  | —  | —  | —  | —  | —  | —   | —       | —                    |

## ФК Земун у европским такмичењима
| Сезона | Такмичење     | Коло     | Клуб            | Резултат |
| ------ | ------------- | -------- | --------------- | -------- |
| 1996.  | Интертото куп | Група 12 | Динамо Букурешт | 2:1      |
| 1996.  | Интертото куп | Група 12 | Колхети 1913    | 2:3      |
| 1996.  | Интертото куп | Група 12 | Јаро            | 3:2      |
| 1996.  | Интертото куп | Група 12 | Генган          | 0:1      |

Д = Домаћин ; Г = Гост

## Познати играчи
| - Слободан Сантрач - Мане Бајић - Франц Боровец - Ненад Ђорђевић - Синиша Гајин - Еуген Гашпаровић - Матеја Кежман - Драган Манце - Ненад Милијаш - Дејан Лекић - Милош Шестић - Милош Бурсаћ - Мирко Михић - Дејан Илић - Драган Младеновић - Владимир Стојковић - Дамир Кахриман - Ненад Ковачевић | - Ненад Лалатовић - Илија Столица - Божур Матејић - Радослав Радуловић - Драган Лацмановић - Милан Мартиновић - Ненад Џодић - Брана Илић - Никола Вујошевић - Радован Радаковић - Жељко Калајџић - Никола Игњатијевић - Игор Матић - Никола Јоловић - Борислав Стевановић - Милош Цветковић - Здравко Чакалић - Павле Нинков | - Игор Стефановић - Никола Петковић - Бранислав Трајковић - Бранко Радовановић - Горан Бошковић - Александар Кировски - Милош Крушчић - Немања Вучић - Небојша Опачић - Душко Љубичић - Ђорђе Топаловић - Владимир Анокић - Вук Сотировић - Немања Златковић - Симо Николић - Немања Супић - Адмир Агановић |

## Познати тренери
- Стјепан Бобек
- Марко Валок
- Слободан Сантрач
- Милољуб Остојић
- Драгослав Филиповић
- Душан Митошевић
- Драган Лацмановић
- Миодраг Мартаћ